# Рудка (гміна Вешхославиці)
Рудка (пол. Rudka) — село в Польщі, у гміні Вешхославиці Тарнівського повіту Малопольського воєводства.
Населення — 713 осіб (2011).
У 1975-1998 роках село належало до Тарнівського воєводства.

## Демографія
Демографічна структура станом на 31 березня 2011 року:
|          | Загалом | Допрацездатний вік | Працездатний вік | Постпрацездатний вік |
| -------- | ------- | ------------------ | ---------------- | -------------------- |
| Чоловіки | 361     | 87                 | 221              | 53                   |
| Жінки    | 352     | 73                 | 206              | 73                   |
| Разом    | 713     | 160                | 427              | 126                  |